# Dark Star Orchestra

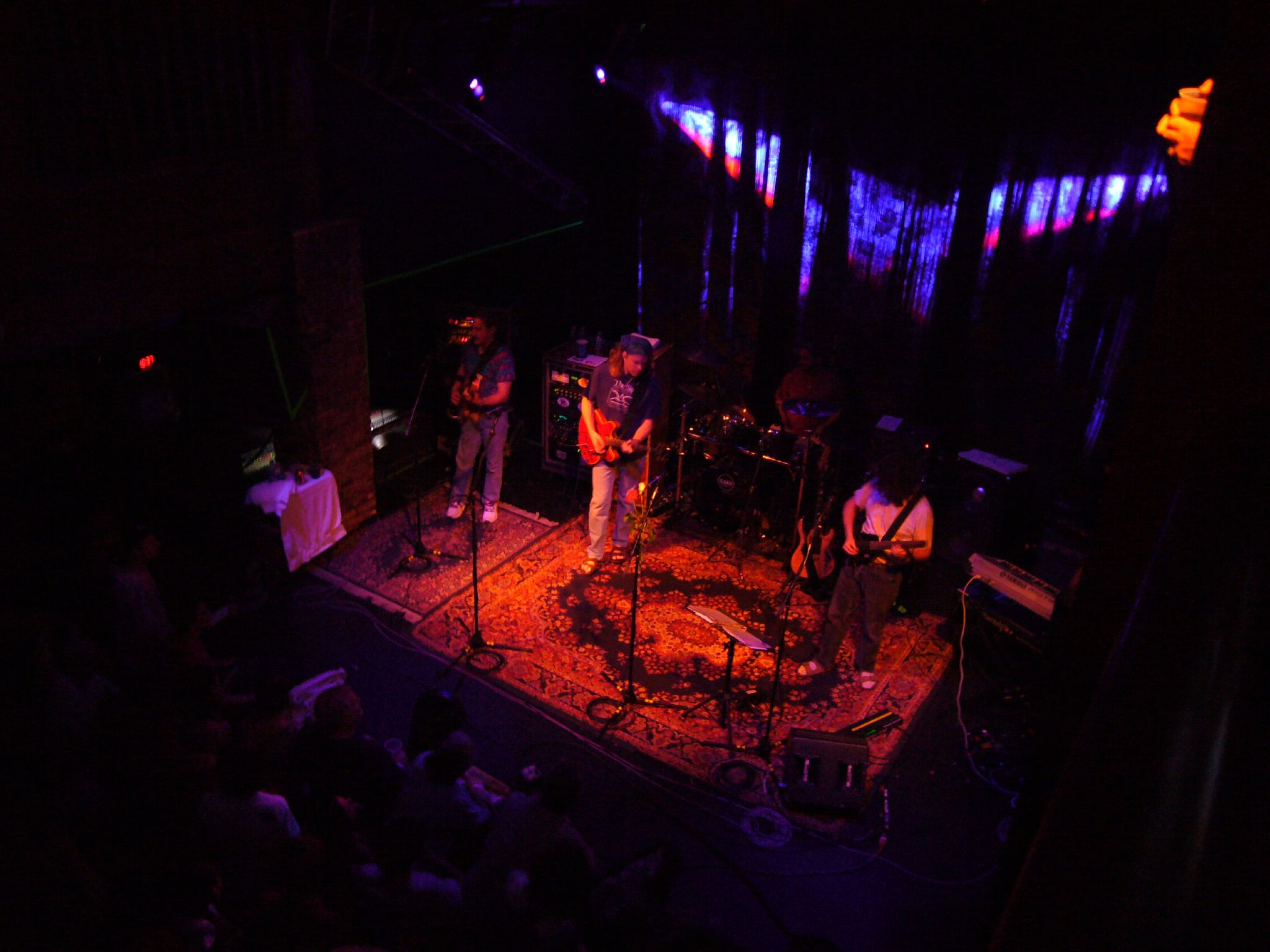
Dark Star Orchestra lors d'un concert en février 2007

Dark Star Orchestra  (ou simplement le DSO) est un groupe américain en hommage au Grateful Dead formés en 1997 et basé à Chicago.

## Membres
Membres actuels
- John Kadlecik - guitare, chant
- Rob Eaton - guitare rythmique, chant
- Kevin Rosen - basse, chant
- Lisa Mackey - chant
- Rob Koritz - batterie, percussion
- Dino English -  batterie, percussion
- Rob Barraco - claviers, chant

Membres précédents
- Scott Larned - claviers, chant (du 3 juillet 1969 au 24 avril 2005, date de son décès)
- Mike Maraat - guitare rythmique, chant (du 11 novembre 1997 au 4 décembre 1999)
- Dave « Chopper » Campbell - guitare rythmique, chant (du 21 janvier au 21 février et du 30 mars au 8 avril 2000)
- John Sabal - guitare rythmique, chant (25 janvier-1er février et 8 février 2000)
- Bustar - guitare rythmique, chant (du 24 février 2000 au 19 mars 2000)
- Jim Harris - guitare rythmique, chant (du 16 mai 2000 au 9 septembre 2000 ; du 22 au 23 juin 2001)
- David Berg - guitare rythmique, chant (du 26 septembre 2000 - 17 octobre 2000 ; 17 janvier 2001 au 11 février 2001)
- Ahmer Nizam - batterie(du 11 novembre 1997 au 30 juin 1999)
- Mark Corsolini - batterie (du 3 février 1998 au 6 juin 1999)
- Michael Hazdra - basse, chant (du 26 mai 1998 au 31 décembre 2000 ; du 23 au 25 février 2001 ; du 1er au 4 mars 2001)
- Gregg Koerner - basse, chant (du 8 au 10 mars 2001)
- Dave « Chopper » Campbell Vangelas - basse, chant(du 13 au 17 mars 2001)

Membres invité
- Dan Klepinger - claviers, chant